# Héraut Dauphin extraordinaire
Le titre de Héraut Dauphin extraordinaire a été accordé à l'un des officiers d'armes de l'Autorité héraldique du Canada à Ottawa. Ce titre extraordinaire correspond à un poste honorifique réservé aux personnes qui ont contribué de manière émérite à l'essor de la science héraldique au Canada. Comme pour les autres hérauts de l'Autorité, le nom provient de la rivière canadienne du même nom (Annapolis, ancienne rivière Dauphin). 
Les deux principaux composantes de l'insigne sont un dauphin héraldique bleu (azur), qui est affiché sur une broche argentée évoquant une boucle de ceinture de la nation des Micmacs. Celle-ci correspond au type de broche qui étaient fournies aux commerçants de fourrures des XVIIe et XVIIIe siècles et qui étaient vendues à de nombreuses Premières nations lors des échanges. Le contour de l'insigne est délimité par une ondulation de bleu, se référant à la fois aux eaux de la rivière Dauphin et plus largement aux mers, lacs et rivières du Canada atlantique et de l'Acadie.  
La description héraldique est la suivante: « Une broche d'argenterie de troc micmaque d'argent bordée d'azur et chargée d'un dauphin du même ». 

## Titulaires
- 1995 – 2019 : Robert Pichette